# Maldivas nos Jogos Olímpicos de Verão de 2008
As Maldivas competiram nos Jogos Olímpicos de Verão de 2008, em Pequim, na China. 

## Desempenho

### Atletismo
Masculino
| Atleta      | Evento     | Preliminares | Preliminares | Quartas     | Quartas     | Semifinal   | Semifinal   | Final       | Final       |
| Atleta      | Evento     | Marca        | Posição      | Marca       | Posição     | Marca       | Posição     | Marca       | Posição     |
| ----------- | ---------- | ------------ | ------------ | ----------- | ----------- | ----------- | ----------- | ----------- | ----------- |
| Ali Shareef | 100 metros | 11s11 (NR)   | 69º          | Não avançou | Não avançou | Não avançou | Não avançou | Não avançou | Não avançou |

Feminino
| Atleta         | Evento     | Preliminares | Preliminares | Semifinal   | Semifinal   | Final       | Final       |
| Atleta         | Evento     | Marca        | Posição      | Marca       | Posição     | Marca       | Posição     |
| -------------- | ---------- | ------------ | ------------ | ----------- | ----------- | ----------- | ----------- |
| Aishath Reesha | 800 metros | 2m30s14 (PB) | 39º          | Não avançou | Não avançou | Não avançou | Não avançou |

### Natação
Masculino
| Atleta(s)       | Evento     | Eliminatórias | Eliminatórias | Semifinal   | Semifinal   | Final       | Final       |
| Atleta(s)       | Evento     | Tempo         | Posição       | Tempo       | Posição     | Tempo       | Posição     |
| --------------- | ---------- | ------------- | ------------- | ----------- | ----------- | ----------- | ----------- |
| Ibrahim Shameel | 50 m livre | 29s28         | 88º           | Não avançou | Não avançou | Não avançou | Não avançou |

Feminino
| Atleta(s)             | Evento     | Eliminatórias | Eliminatórias | Semifinal   | Semifinal   | Final       | Final       |
| Atleta(s)             | Evento     | Tempo         | Posição       | Tempo       | Posição     | Tempo       | Posição     |
| --------------------- | ---------- | ------------- | ------------- | ----------- | ----------- | ----------- | ----------- |
| Aminath Rouya Hussain | 50 m livre | 30s21         | 72º           | Não avançou | Não avançou | Não avançou | Não avançou |